# MyGO!!!!!
MyGO!!!!!（マイゴ）は、メディアミックス作品「BanG Dream!」に登場する架空の5人組ガールズバンド、およびそのキャラクターの声を担当する声優、ミュージシャンたちによる実在するバンド形式の5人組女性声優ユニットの名称である。テーマカラーは■水色。現実世界における所属レーベルはブシロードミュージック。これまでの既存バンドと異なり、基本的に楽曲制作はSUPA LOVEが担当している。
「"現実（リアル）"と"仮想（キャラクター）"が同期するバンド」がコンセプト。当初は担当声優が非公開であり、4thライブにてアニメ化が発表されたのと同時にキャストが公開された。また、キャラクターの苗字もそれまでは公開されていなかった。
バンド名は、「メンバー全員が迷子である（人生に悩み苦しんでいるという意味）」ということに由来する。さらに、英語の「It's my go. = 私の出番だ。」という意味も掛けている。末尾の「!!!!!」は、メンバーの人数が5人であることを表している。（アニメ『BanG Dream! It's MyGO!!!!!』12話より）
なお、12話でバンド名が「MyGO!!!!!」に決定するまでは、「迷子のバンド」というバンド名を使用していた。（アニメ内のみ）

## メンバー
| 名前/読み               | 担当声優   | 身長  | 誕生日   | 担当楽器 | メンバーカラー     |
| ----------------------- | ---------- | ----- | -------- | -------- | ------------------ |
| たかまつ ともり 高松 燈 | 羊宮妃那   | 155cm | 11月22日 | ボーカル | ゼニスブルー       |
| ちはや あのん 千早 愛音 | 立石凛     | 160cm | 9月8日   | ギター   | コーラルピンク     |
| かなめ らーな 要 楽奈   | 青木陽菜   | 150cm | 2月22日  | ギター   | ビビッドグリーン   |
| ながさき そよ 長崎 そよ | 小日向美香 | 162cm | 5月27日  | ベース   | オレンジイエロー   |
| しいな たき 椎名 立希   | 林鼓子     | 156cm | 8月9日   | ドラム   | インディゴパープル |

## 音楽性

### ジャンルについて
MyGO!!!!!音楽プロデューサーを務める緒方航貴は「企画当初から既存の『バンドリ！』シリーズとは少し違う方向性を目指していて、ジャンル的にはメロコアや青春パンク系を初期の頃から想定していた」と語っている。

### 歌詞と表現方法
歌詞はボーカルである高松燈が書いている設定であるが、歌詞の内容は燈が日々感じてきた他者との感性・感覚のずれやそれらのずれを埋められない自分に対する心の葛藤を反映したものが多い。
バンドリ！プロジェクトの総合プロデューサーである根本雄貴は「誰しも人生で1度は嫌な思いをしたり、孤独を感じたりする。そんな負の感情に共感しながら、最終的に負の感情に勝つのではなく、受け入れることで肯定する、『孤独から抜け出すために頑張ろう』ではなく『孤独のままでもいいんだよ』というメッセージを伝えられるバンドであり作品にしたいと考えました」と語っている。
1stシングルの表題曲である迷星叫（まよいうた）を作曲したSUPER LOVEの長谷川大介は「僕がエモーショナルロック好きで、バンド時代もそういう楽曲ばかりやっていたので、多分そういうところも上手くマッチングしたんだと思います。」と語っている。
燈の｢私の歌は心の叫びだから｣の台詞を具現化したものとして、曲中にてポエトリーリーディング的な表現を行う楽曲も多い。これは、MyGO!!!!!の楽曲の特色のひとつとなっている。
ライブ中に感情を込めて表現する様は、声優としてもともと声で表現を行っている燈役・羊宮の技量によるところが大きい。また、曲によっては他のバンドメンバーも参加し、一般的なコーラスとは異なる台詞的掛け合いを行う場合もある。

### 難読な曲名
MyGO!!!!!の楽曲の特色として、初見では読めない難読（いわゆる当て字）曲名が挙げられる。難読な曲名についてはネット記事で取り上げられたこともある。
難読な曲名が採用されるようになったのは、1曲目のオリジナル曲である迷星叫の制作時、当初のタイトル案ではひらがなもあったのに対しもう少しフックになる何かが欲しいということで再校を出してもらった結果漢字のみのものが出てきたためプロジェクトで話し合い決定したという経緯からであり、その後は漢字のみの曲名が提示されるようになったためである。
難読な曲名について、アニサマ統括プロデューサー・総合演出を務める齋藤光二は「『迷星叫』（読み：まよいうた）なんて、絶対読めないですよ。でもそれが戦略としてはすごく効いていて、言ってみれば中二成分なんですよね。『いい曲だね、でもなんて読むんだろう？』って、調べるという行為をする、その時にはもう沼っているんですよ。めんどくさいんだけど、すごく面白いし、誰がこういうことを考えたのかな？と思いました。」と評価している。

## 来歴

### 2022年
- 4月29日、「BanG Dream!」プロジェクト5組目のリアルバンドとして「MyGO!!!!!」始動[8]。当初はキャストが公表されていなかった。
- 7月3日、「MyGO!!!!! 1st Live 僕たちはここで叫ぶ」を開催[9]。
- 9月10日、「MyGO!!!!! 2nd LIVE そのままを抱きしめて」を開催[10]。
- 11月9日、1stシングル『迷星叫』を発売。
- 11月12日 、ベルーナドーム（当時の名称）にて「BanG Dream! Special☆LIVE Girls Band Party! 2020→2022」が開催され、オープニングアクトとして出演[11][12]。翌日同所にて開催された「ブシロード15th記念ライブ」においても同様にオープニングアクトとして出演[13][14]。
- 11月26日、「MyGO!!!!! 3rd LIVE 声を抱えて生きる」を開催。

### 2023年
- 4月9日、「MyGO!!!!! 4th LIVE 前へ進む音の中で」を開催、テレビアニメ『BanG Dream! It's MyGO!!!!!』の制作が発表、キャストが公開される[2]。
- 4月12日、2ndシングル『音一会』を発売。
- 6月29日、テレビアニメ『It's MyGO!!!!!』の放送開始。
- 8月9日、3rdシングル『壱雫空』を発売。テレビアニメ『It's MyGO!!!!!』の主題歌を収録。
- 8月12日、「MyGO!!!!! 5th LIVE 迷うことに迷わない」を開催[15]。
- 11月1日、1stアルバム『迷跡波』を発売。
- 11月5日、「BanG Dream! 12th☆LIVE DAY2 : MyGO!!!!!『ちいさな一瞬』」を開催。

### 2024年
- 2月12日 - 3月22日、バンドとして初のツアーとなる「MyGO!!!!! ZEPP TOUR 2024『彷徨する渇望』」を開催。
- 3月20日、4thシングル『砂寸奏/回層浮』を発売。
- 4月29日、「Poppin'Party×MyGO!!!!! 合同ライブ『Divide/Unite』」を開催[16]。
- 7月24日、5thシングル『端程山』を発売。
- 7月27日 - 28日「MyGO!!!!! 6th LIVE『見つけた景色、たずさえて』」を開催[17]。
- 9月21日、バンドとして初の海外公演となる「MyGO!!!!! 6th LIVE『見つけた景色、たずさえて』」追加公演を上海にて開催。
- 12月18日、2ndアルバム『跡暖空』を発売[18]。
- 12月22日、「MyGO!!!!! 7th LIVE『こたえなんてなくても』」を開催[19]。

## ディスコグラフィ

### シングル
|        | 発売日        | タイトル      | 規格品番                | 規格品番   | オリコン 最高位 |
| 限定盤 | 発売日        | タイトル      | 通常盤                  |            | オリコン 最高位 |
| ------ | ------------- | ------------- | ----------------------- | ---------- | --------------- |
| 1st    | 2022年11月9日 | 迷星叫        | -                       | BRMM-10579 | 43位            |
| 2nd    | 2023年4月12日 | 音一会        | BRMM-10635 (CD+Blu-ray) | BRMM-10636 | 19位            |
| 3rd    | 2023年8月09日 | 壱雫空        | BRMM-10679 (CD+Blu-ray) | BRMM-10680 | 12位            |
| 4th    | 2024年3月20日 | 砂寸奏/回層浮 | BRMM-10770 (CD+Blu-ray) | BRMM-10771 | 10位            |
| 5th    | 2024年7月24日 | 端程山        | BRMM-10812 (CD+Blu-ray) | BRMM-10813 | 13位            |
| 6th    | 2025年4月23日 | 聿日箋秋      | BRMM-10913 (CD+Blu-ray) | BRMM-10914 | 4位             |
| 7th    | 2025年8月6日  | 往欄印        | BRMM-10960 (CD+Blu-ray) | BRMM-10961 | 5位             |

### アルバム
|        | 発売日         | タイトル | 規格品番                                        | 規格品番   | オリコン 最高位 |
| 限定盤 | 発売日         | タイトル | 通常盤                                          |            | オリコン 最高位 |
| ------ | -------------- | -------- | ----------------------------------------------- | ---------- | --------------- |
| 1st    | 2023年11月01日 | 迷跡波   | BRMM-10716 (CD+Blu-ray)                         | BRMM-10717 | 5位             |
| 2nd    | 2024年12月18日 | 跡暖空   | BRMM-10875 (CD+Blu-ray) BRMM-10876 (CD+Blu-ray) | BRMM-10877 | 3位             |

### タイアップ曲
| 楽曲   | タイアップ                                                                               | 時期   |
| ------ | ---------------------------------------------------------------------------------------- | ------ |
| 孤壊牢 | 映画『ゴールド・ボーイ』デジタルコミック版イメージソング                                 | 2024年 |
| 端程山 | テレビアニメ『カードファイト!! ヴァンガード Divinez Season2』エンディングテーマ          | 2024年 |
| 霧周途 | スマートフォンゲーム『崩壊学園2』コラボ楽曲                                              | 2024年 |
| 残痕字 | テレビアニメ『カードファイト!! ヴァンガード Divinez デラックス決勝編』エンディングテーマ | 2025年 |

## ライブ・コンサート

### 参加イベント
- BanG Dream! Special☆LIVE Girls Band Party! 2020→2022（オープニングアクト、ベルーナドーム〈埼玉県〉、2022年11月12日）[25]
- ブシロード15周年記念ライブ in ベルーナドーム（オープニングアクト、ベルーナドーム〈埼玉県〉、2022年11月13日）[26]
- BanG Dream! 11th☆LIVE DAY1 Poppin'Party×RAISE A SUILEN 「GALAXY to GALAXY」（オープニングアクト、有明アリーナ〈東京都〉、2023年2月4日）[27]
- BanG Dream! 11th☆LIVE DAY2 Roselia×Morfonica 「星空の夜想曲」（オープニングアクト、有明アリーナ〈東京都〉、2023年2月5日）[28]
- Animelo Summer Live 2023 -AXEL- DAY3（さいたまスーパーアリーナ〈埼玉県〉、2023年8月27日）[29]
- Roselia単独LIVE「Farbe」DAY1（オープニングアクト、有明アリーナ〈東京都〉、2023年9月16日）[30]
- ANIMAX MUSIX 2023（横浜アリーナ〈神奈川県〉、2023年11月18日）[31]
- ブシロード新春大発表会 2024（TOKYO DOME CITY HALL〈東京都〉、2024年1月6日）[32]
- リスアニ！LIVE 2024 SUNDAY STAGE（日本武道館〈東京都〉、2024年1月28日）[33]
- rockin'on presents JAPAN JAM 2024（千葉市蘇我スポーツ公園〈千葉県〉、2024年5月3日）[34]
- MyGO!!!!!の「迷子集会」出張版 -奏字音という日常-（TFTホール 1000〈東京都〉、2024年6月22日）[35]
- rockin'on presents ROCK IN JAPAN FESTIVAL 2024（千葉市蘇我スポーツ公園〈千葉県〉、2024年8月10日）[36]
- Animelo Summer Live 2024 -Stargazer-（さいたまスーパーアリーナ〈埼玉県〉、2024年8月31日）[37]
- MyGO!!!!!×トゲナシトゲアリ「Avoid Note」（TOKYO DOME CITY HALL〈東京都〉、2025年1月12日）[38]
- リスアニ！LIVE 2025 FRIDAY STAGE（日本武道館〈東京都〉、2025年1月24日）[39]
- MyGO!!!!!の「迷子集会」出張版 第二弾 - 日常の欠片 -（飛行船シアター〈東京都〉、2025年8月16日（予定））
- Animelo Summer Live 2025 “ThanXX!”（さいたまスーパーアリーナ（埼玉県）、2025年8月29日（予定））

## YouTubeラジオ『MyGO!!!!!の迷子集会』
MyGO!!!!!の迷子集会（マイゴのマイゴセンター）は、2022年12月21日より毎週水曜日19時にMyGO!!!!!の公式YouTubeチャンネルにて配信されるラジオ番組である。キャスト公開以前は「キャラクターがパーソナリティを務める番組」という形式で配信されていた。
キャスト公開以後はキャストとして進行する回とキャラクターとして進行する回を基本的に週替わりで配信する。テレビアニメ『It's MyGO!!!!!』放送期間前後にあたる#28（2023年6月28日配信）から#49（同年11月22日配信）までの22本は、キャストのパーソナリティ回のみが配信された。
2024年6月22日、TFTホール1000（東京都）にて出張版イベント「MyGO!!!!!の『迷子集会』出張版 -奏字音という日常-」を開催。公開録音の内容は#81（2024年7月3日配信）、#82（同年7月10日配信）にて配信。
2024年11月13日に配信100回目を迎えた。なお、この回は、キャラクター（千早愛音および長崎そよ）がパーソナリティを務めている。

## 出演

### ラジオ

#### ゲスト出演
- 802 Palette（FM802）
  - 2023年8月26日（立石、小日向）（インタビュー）
  - 2023年10月29日（羊宮、小日向）（コメント出演）
  - 2024年3月30日（立石、青木、小日向）
  - 2024年8月3日（小日向、林）

### インターネット番組

#### ゲスト出演
- 学園祭学園 青木佑磨のザ・ゴールデン・ゴールド・ゴー・ゴー（超!A&G+）
  - 2023年4月14日（羊宮、林）
- 鷲崎健のヨルナイト×ヨルナイト（超!A&G+）
  - 2023年8月17日（青木、小日向）
  - 2024年3月28日（立石、青木）

### テレビ
- ニュージェネ!（NHK BSプレミアム4K、2024年3月1日初回放送）